# Kościół św. Wawrzyńca w Warszawie

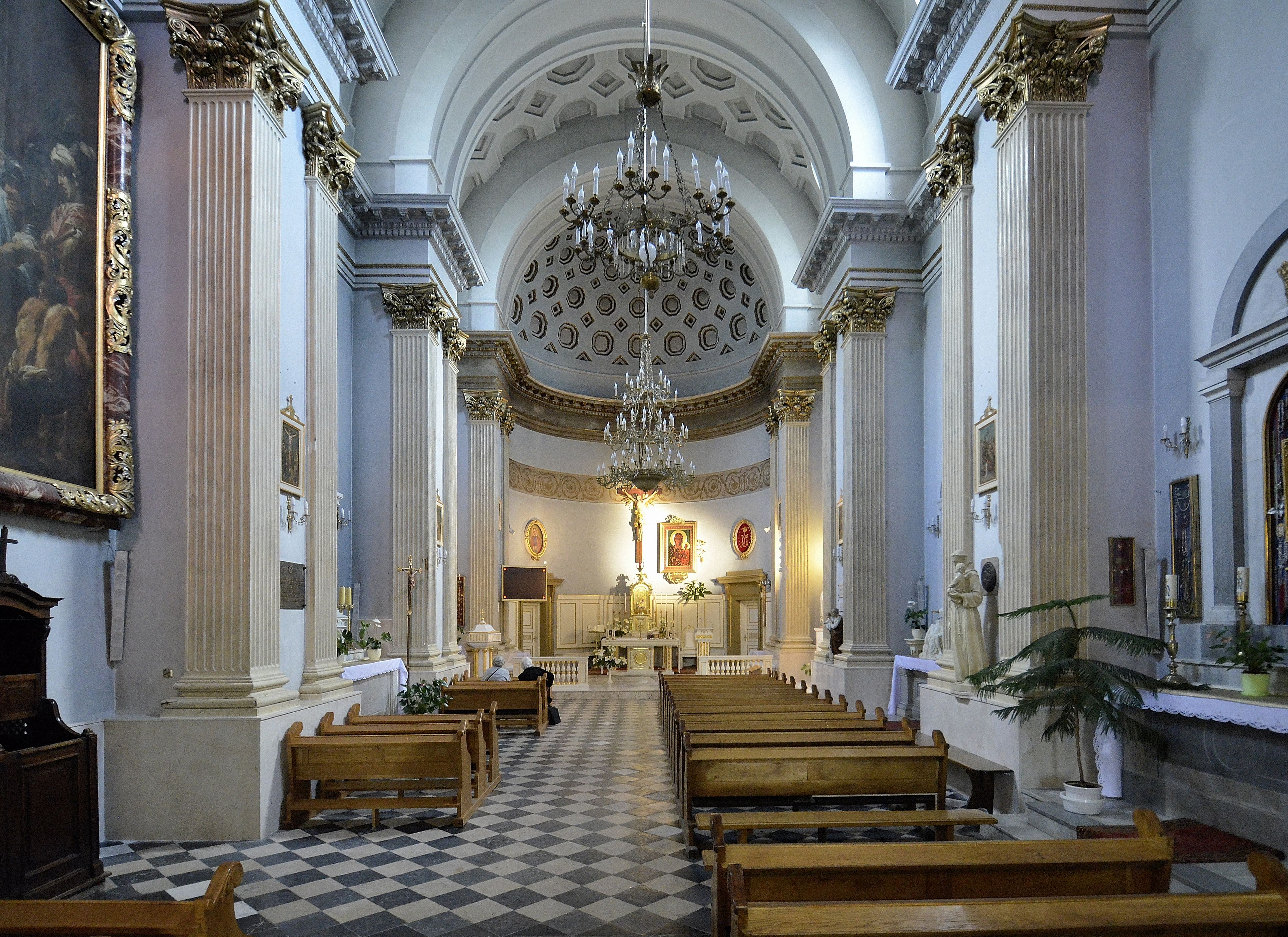
Wnętrze świątyni

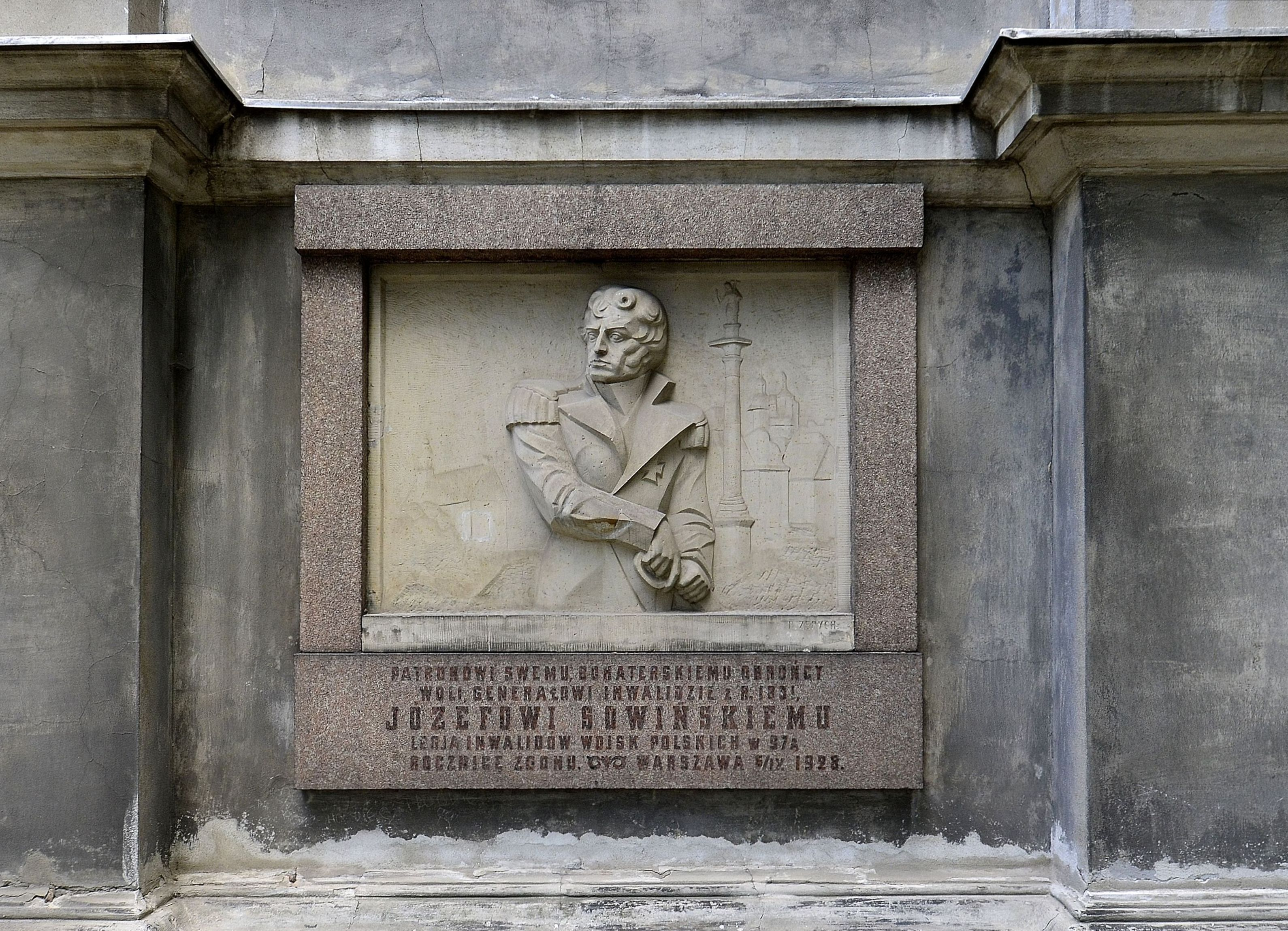
Tablica upamiętniająca Józefa Sowińskiego

Kościół św. Wawrzyńca, wł. kościół św. Wawrzyńca Diakona Męczennika – kościół znajdujący się w Warszawie, w dzielnicy Wola, przy ul. Wolskiej, w obrębie reduty nr 56.

## Historia
Początki kościoła we wsi Wielka Wola sięgają XIV w., a pierwsza wzmianka o jego istnieniu pochodzi z dokumentu antypapieża Jana XXIII z 1412. Do XVII w. kościół św. Wawrzyńca był kościołem filialnym parafii św. Jana. W 1611 przy drewnianym kościele w Wielkiej Woli erygowano samodzielna parafię
W czasie potopu szwedzkiego w 1655 drewniany kościółek spłonął. Został odbudowany w 1660 jako drewniany, lecz był skromny i brakowało w nim podstawowych sprzętów kościelnych. W 1695 z inicjatywy dziekana warszawskiego bp. Mikołaja Popławskiego rozpoczęto budowę murowanej świątyni pod wezwaniem świętych męczenników Wawrzyńca i Stanisława. Fundusze na ten cel ofiarowała królowa Marysieńka Sobieska. Po śmierci króla Jana III Sobieskiego prace zostały wstrzymane, a budowę ukończono dopiero w 1755. Początkowo pracami kierował dyrektor królewskiego Urzędu Budowlanego Joachim Daniel Jauch, a po jego śmierci – Johann Friedrich Knöbel. Powstał jednonawowy, późnobarokowy kościół na planie prostokąta z wielobocznie zamkniętym prezbiterium. 
Podczas oblężenia Warszawy przez wojska pruskie w 1794 kościół, który zamieniono na bastion obronny, został częściowo zniszczony. W 1807 został odremontowany i konsekrowany w 1811.
W 1831 świątynia, która znalazła się w obrębie Reduty Wolskiej, została ponownie zniszczona. W pobliżu kościoła zginął Józef Sowiński.
W 1834 kościół został zamieniony na cerkiew-mauzoleum Włodzimierskiej Ikony Matki Bożej, patronki dnia, w którym zdobyto Warszawę. W 1841 wnętrze świątyni przebudowano według projektu Adama Idźkowskiego. Dla upamiętnienia zwycięskiej bitwy w ściany cerkwi wmurowano 12 rosyjskich luf armatnich z kulami, które znajdują się w nich do dzisiaj. W 1845 umieszczono tu również 6 tablic z inskrypcjami, upamiętniających uczestników szturmu oraz jego przebieg. Znajdujący się w kościele obraz Matki Bożej Pocieszenia, nazywany Matką Boską Elekcyjną (zgodnie z tradycją w czasie elekcji królów był przenoszony ze świątyni do kaplicy prymasowskiej w szopie senatorskiej), po przejęciu świątyni przez władze rosyjskie trafił do prywatnej kaplicy rodziny Biernackich. W 1860 umieszczono go w nowo wybudowanym kościele św. Stanisława Biskupa i Męczennika, gdzie znajduje się do dziś.
W 1916 świątynia została zwrócona przez niemieckiego gubernatora Hansa von Beselera Kościołowi rzymskokatolickiemu. Jej oficjalne przejęcie nastąpiło w 1919, a 1 listopada 1923 erygowano nową parafię św. Wawrzyńca. Świątynię zwieńczono sygnaturką, wydłużono nawę i przebudowano wnętrze według projektu Oskara Sosnowskiego. 
W czasie obrony Warszawy we wrześniu 1939 roku świątynia została uszkodzona. Podczas ataku niemieckiego 9 września 1939 na wieży kościoła znajdowało się stanowisko ckm 8 kompanii 40 Pułku Piechoty Dzieci Lwowskich. W sierpniu 1944 podczas rzezi Woli w przykościelnym ogrodzie Niemcy zamordowali kilkaset osób (mężczyzn, kobiet i dzieci), a świątynia została podpalona. Na stopniach ołtarza zginął proboszcz ks. Mieczysław Krygier.
Kościół został odbudowany po wojnie. Obecnie jest to budowla jednonawowa, na planie prostokąta, z wieloboczną absydą.
W ostatnich latach parafia św. Wawrzyńca przeniosła swoją siedzibę do nowego kościoła na ulicy Redutowej na Woli zmieniając patrona na Dobrego Pasterza. Kościół przez pewien czas nie był użytkowany. Od roku 2005 ponownie wznowił działalność i jest świątynią odrębnej parafii św. Wawrzyńca na Reducie Wolskiej, która liczy ok. 1000 parafian.
Kościół jest jedną z najstarszych budowli na terenie Woli, a wraz z szańcem jedynymi zachowanymi budowlami związanymi z dawną wsią Wola. 
Świątynia została wpisana do rejestru zabytków w 2003 roku jako element zespołu Reduty Wolskiej.

## Tablice pamiątkowe
- Tablica na bocznej ścianie świątyni (od strony ul. Wolskiej) z płaskorzeźbą Józefa Sowińskiego, wmurowana w listopadzie 1928 przez Legię Inwalidów Wojsk Polskich w 97. rocznicę śmierci generała[9].
- Tablica na bocznej ścianie świątyni (od strony ul. Wolskiej) upamiętniająca żołnierzy 40 pułku piechoty Dzieci Lwowskich, broniących historycznej reduty 56 we wrześniu 1939[10].
- Tablica pamiątkowa Tchorka upamiętniającą ofiary egzekucji z sierpnia 1944 wmurowana w latach 50. w mur przy bramie[11].